# Farragut West
Farragut West è una stazione della metropolitana di Washington, situata sul tratto comune delle linee blu, arancione e argento. Si trova poco ad ovest di Farragut Square (che è servita anche dalla stazione di Farragut North, sulla linea rossa).
È stata inaugurata il 1º luglio 1977, contestualmente all'apertura della linea blu.
La stazione è servita da autobus dei sistemi Metrobus (anch'esso gestito dalla WMATA) e Loudoun County Commuter Bus, e da autobus della Maryland Transit Administration e della Potomac and Rappahannock Transportation Commission.